# Major League Soccer 2007
Het Amerikaans voetbalkampioenschap 2007 was het twaalfde seizoen van de Major League Soccer. Wederom wordt er een nieuwe club aan de competitie toegevoegd. Toronto FC neemt vanaf dit seizoen deel aan de Major League Soccer. De club wordt ingedeeld in de Eastern Conference. Toronto FC is het eerste team van Canada dat deelneemt aan de MLS.
De regels over de kwalificatie voor de MLS Cup worden veranderd. In plaats van de beste 4 teams van de conferences, kwalificeren de beste 8 teams van de algmene eindstand voor de MLS Cup.
Vanaf dit seizoen (2007) wordt er jaarlijks maximaal één speler toegelaten die boven het salarisplafond verdiend. Bij de start van deze regeling worden de hieronder genoemde 6 spelers toegevoegd aan de Major League Soccer. De regel wordt in de volksmond ook wel de 'David Beckham Regel' genoemd.
- -  David Beckham naar Los Angeles Galaxy
  -  Cuauhtémoc Blanco naar Chicago Fire SC
  -  Juan Pablo Ángel naar New York Red Bulls
  -  Luciano Emilio naar D.C. United
  -  Denílson naar FC Dallas
  -  Guillermo Barros Schelotto naar Columbus Crew

## Eindstand
| Club               | Club                   | Pts | GP | W  | L  | T  | GF | GA | GD  |
| ------------------ | ---------------------- | --- | -- | -- | -- | -- | -- | -- | --- |
| Eastern Conference |                        |     |    |    |    |    |    |    |     |
| 1                  | D.C. United            | 55  | 30 | 16 | 7  | 7  | 56 | 34 | 22  |
| 2                  | New England Revolution | 50  | 30 | 14 | 8  | 8  | 51 | 43 | 8   |
| 3                  | New York Red Bulls     | 43  | 30 | 12 | 11 | 7  | 47 | 45 | 2   |
| 4                  | Chicago Fire SC        | 40  | 30 | 10 | 10 | 10 | 31 | 36 | -5  |
| 5                  | Kansas City Wizards    | 40  | 30 | 11 | 12 | 7  | 45 | 45 | 0   |
| 6                  | Columbus Crew          | 37  | 30 | 9  | 11 | 10 | 39 | 44 | -5  |
| 7                  | Toronto FC1            | 25  | 30 | 6  | 17 | 7  | 25 | 49 | -24 |
| Western Conference |                        |     |    |    |    |    |    |    |     |
| 1                  | CD Chivas USA          | 53  | 30 | 15 | 7  | 8  | 46 | 28 | 18  |
| 2                  | Houston Dynamo         | 52  | 30 | 15 | 8  | 7  | 43 | 23 | 20  |
| 3                  | FC Dallas              | 44  | 30 | 13 | 12 | 5  | 37 | 44 | -7  |
| 4                  | Colorado Rapids        | 35  | 30 | 9  | 13 | 8  | 29 | 34 | -5  |
| 5                  | Los Angeles Galaxy     | 34  | 30 | 9  | 14 | 7  | 38 | 48 | -10 |
| 6                  | Real Salt Lake         | 27  | 30 | 6  | 15 | 9  | 31 | 45 | -14 |

|  |                                                       |
|  | MLS Cup Playoffs 2007, Lamar Hunt U.S. Open Cup 2008  |
|  | MLS Cup Playoffs 2007 (Wild Card)                     |
|  | MLS Cup Playoffs 2007, 2008 U.S. Open Cup             |
|  | MLS Cup Playoffs 2007 (Wild Card), 2008 U.S. Open Cup |

- 1 - Toronto FC kon zich niet kwalificeren voor de U.S. Open Cup omdat het een Canadees team is. Als het team wel was gekwalificeerd dan had het team dat daar op volgt kwalificatie afgedwongen.

### Overall eindstand
| Club | Club                         | Pts | GP | W  | L  | T  | GF | GA | GD  |
| ---- | ---------------------------- | --- | -- | -- | -- | -- | -- | -- | --- |
| 1    | D.C. United (E1)             | 55  | 30 | 16 | 7  | 7  | 56 | 34 | 22  |
| 2    | CD Chivas USA (W1)           | 53  | 30 | 15 | 7  | 8  | 46 | 28 | 18  |
| 3    | Houston Dynamo3 (W2)         | 52  | 30 | 15 | 8  | 7  | 43 | 23 | 20  |
| 4    | New England Revolution3 (E2) | 50  | 30 | 14 | 8  | 8  | 51 | 43 | 8   |
| 5    | FC Dallas                    | 44  | 30 | 13 | 12 | 5  | 37 | 44 | -7  |
| 6    | New York Red Bulls           | 43  | 30 | 12 | 11 | 7  | 47 | 45 | 2   |
| 7    | Chicago Fire SC              | 40  | 30 | 10 | 10 | 10 | 31 | 36 | -5  |
| 8    | Kansas City Wizards          | 40  | 30 | 11 | 12 | 7  | 45 | 45 | 0   |
| 9    | Columbus Crew                | 37  | 30 | 9  | 11 | 10 | 39 | 44 | -5  |
| 10   | Colorado Rapids              | 35  | 30 | 9  | 13 | 8  | 29 | 34 | -5  |
| 11   | Los Angeles Galaxy           | 34  | 30 | 9  | 14 | 7  | 38 | 48 | -10 |
| 12   | Real Salt Lake               | 27  | 30 | 6  | 15 | 9  | 31 | 45 | -14 |
| 13   | Toronto FC2                  | 25  | 30 | 6  | 17 | 7  | 25 | 49 | -24 |

|  | |
|  | MLS Supporters' Shield, MLS Cup Playoffs 2007, CONCACAF Champions' Cup 2008, SuperLiga 2008, CONCACAF Champions League 2008-093 |
|  | MLS Cup Playoffs 2007, SuperLiga 2008, CONCACAF Champions League 2008–09                                                        |
|  | 2007 MLS Cup Playoffs 2007, SuperLiga 2008                                                                                      |
|  | 2007 MLS Cup Playoffs 2007 |

- 2 - Toronto FC kon zich niet kwalificeren voor de CONCACAF Champions League omdat het als Canadees team in de MLS speelde. Kwalificatie moest worden afgedwongen door de Canadian Championship te winnen. Als het team wel was gekwalificeerd dan had het team dat daar op volgt kwalificatie afgedwongen.

- 3 - Er zijn extra Champions League plaatsen afgegeven aan de winnaar (Houston) en runner-up (New England) van de MLS Cup 2007. De winnaar van de Lamar Hunt U.S. Open Cup 2007 (New England) is ook gekwalificeerd. Doordat New England twee keer gekwalificeerd is, wordt die plaats afgestaan aan de MLS Supporters' Shield 2007 runner up (Chivas USA).

## Play-offs
De beste acht teams van beide divisies kwalificeerden zich voor de play-offs. Hier strijden ze via een kwartfinale, halve-finale en een finale om het kampioenschap van de Major League Soccer.

## Team prijzen
- Landskampioen - Houston Dynamo
- U.S. Open Cup - New England Revolution
- MLS Supporters' Shield - D.C. United

## Individuele prijzen
| Prijs                        | Naam              | Team                   |
| ---------------------------- | ----------------- | ---------------------- |
| Most Valuable Player         | Luciano Emilio    | D.C. United            |
| Topscorer                    | Luciano Emilio    | D.C. United            |
| Verdediger van het jaar      | Michael Parkhurst | New England Revolution |
| Doelman van het jaar         | Brad Guzan        | CD Chivas USA          |
| Beste nieuwkomer             | Maurice Edu       | Toronto FC             |
| Trainer van het jaar         | Preki             | CD Chivas USA          |
| Comeback Speler van het jaar | Eddie Johnson     | Kansas City Wizards    |
| Doelpunt van het jaar        | Cuauhtémoc Blanco | Chicago Fire SC        |
| Fair Play Prijs              | Michael Parkhurst | New England Revolution |
| Humanitair Prijs             | Diego Gutierrez   | Chicago Fire SC        |

## Statistieken

### Topscorers
- In onderstaand overzicht zijn alleen spelers opgenomen met tien of meer treffers; cijfers zijn inclusief play-offs.

| № | Naam             | Club                   | Goals | Pen. | Duels | Gem. |
| - | ---------------- | ---------------------- | ----- | ---- | ----- | ---- |
| 1 | Luciano Emilio   | D.C. United            | 20    | 0    |       |      |
| 2 | Juan Pablo Ángel | New York Red Bulls     | 19    | 4    | 24    |      |
| 3 | Taylor Twellman  | New England Revolution | 19    | 0    |       |      |
| 4 | Eddie Johnson    | Kansas City Wizards    | 15    | 1    |       |      |
| 5 | Maykel Galindo   | CD Chivas USA          | 12    | 0    | 28    |      |
| 6 | Ante Razov       | CD Chivas USA          | 11    | 1    |       |      |
| 7 | Christian Gómez  | D.C. United            | 11    | 0    |       |      |

### Meeste speelminuten
Reguliere competitie (exclusief play-offs)
| Naam          | Club                | Duels | Min.  | Werd in het veld gebracht | Werd van het veld gehaald |
| ------------- | ------------------- | ----- | ----- | ------------------------- | ------------------------- |
| Kevin Hartman | Kansas City Wizards | 30    | 2.700 | 0                         | 0                         |

### Nederlanders
Bijgaand een overzicht van de Nederlandse voetballers die in het seizoen 2007 uitkwamen in de Major League Soccer.
| Naam               | Club               | Debuut     | Duels | Goals |
| ------------------ | ------------------ | ---------- | ----- | ----- |
| Dave van den Bergh | New York Red Bulls | 22.07.2006 | 29    | 2     |
| Ronald Waterreus   | New York Red Bulls | 07.04.2007 | 18    | 0     |